# Заслужений ансамбль пісні і танцю України «Лтава» ім. В. Міщенка
Заслужений ансамбль пісні і танцю України «Лтава» ім. В. Міщенка (ЗАПТ України «Лтава» ім. В. Міщенка) — музичний колектив Полтавського міського будинку культури, створений 1957 року. Нагороджений Відзнакою Міністерства культури України «За вагомий внесок в розвиток культури».

## Історія
1960 року ансамбль «Лтава» удостоївся звання Народного, а в 1967 році за високу професійну майстерність, високий художній рівень виконання та за пропаганду найкращих зразків самодіяльного мистецтва колективу було присвоєно почесне звання «Заслужений».
Спочатку понад тридцять років ансамблем керував Заслужений працівник культури України, Заслужений артист України, кавалер ордена Дружби народів, композитор, диригент Валентин Юхимович Міщенко. Навчаючись у Київській державній консерваторії імені П. І. Чайковського по класу «хорове диригування», він у думках виплекав свій фольклорний хор на основі полтавського колориту, а після закінчення консерваторії Міщенко створив свій ансамбль пісні і танцю «Лтава», доклавши чимало зусиль до записів та обробок пісень, збираючи по зернинці полтавський фольклор, дбайливо його обробляючи, даючи йому нові крила і пускаючи в широкий мистецький світ.  
З 2010 року художнім керівником і головним диригентом ЗАПТ «Лтава» є Наталія Володимирівна Іванова. Протягом 2011—2012 рр. ЗАПТ «Лтава» зосередив свою роботу на підготовці до 55-річного ювілею колективу та 90-річчя з дня народження В. Ю. Міщенка, в рамках якого відбулися творчі зустрічі з фольклорними колективами міста, області, налагоджено творчу співпрацю з аматорським колективом української діаспори міста Тюмень та  проведено майстер-клас із народного танцю для хореографів із Канади. Саме в той час колектив отримав Відзнаку Міністерства культури України «За вагомий внесок у розвиток культури».
2013 року колектив узяв участь у фестивалі «Дні України в Грузії» у Батумі. У лютому 2014 — концерт, присвячений 202-й річниці від дня народження Є. П. Гребінки (Гребінка), у березні того ж року — участь у заходах, присвячених 200-річчю від дня народження Т. Г. Шевченка, у червні — Національний фестиваль гончарства (Опішня), у вересні — Диплом 1-го ступеня конкурсу «Тріум-фест»  (Умань), а в листопаді — Диплом 1-го ступеня на конкурсі «DANSESONG FEST» (Харків). 2015 року — Гран-Прі конкурсу «PATISSON-15» (Чинадієве, Ужгород). У січні 2016 — участь у 17-му різдвяному фестивалі «Велика коляда» (Львів), у травні того ж року — зйомки у музичному проекті «Фольк-мюзик» UA:1 (Київ), у жовтні — Диплом 1-го ступеня 8-го Всеукраїнського конкурсу хорових колективів ім. П. Демуцького (Київ), а у грудні — участь у спільному концерті ««Дарничанка» збирає друзів», присвяченому 148-й річниці «Просвіти».
ЗАПТ України «Лтава» є постійним учасником міських та обласних заходів:
- Різдвяна феєрія
- Свято полтавської галушки
- Свято сала
- Масляна
- Свято Івана Купала
- День меду
- Фестиваль духовної музики «Небесні перевесла»
- Пам’яті Героїв Крут
- Пам’яті жертв Голодомору.

ЗАПТ «Лтава» — учасник благодійних заходів і концертів (концерт у полтавському військовому шпиталі, благодійний концерт із «Батальйоном небайдужих» для підтримки воїнів АТО, концерти на підтримку хворих дітей та дітей з особливими потребами, концерти для людей похилого віку у Полтавському геріатричному центрі тощо).